# Linda Ronstadt
Linda Ronstadt   (Tucson, 15 de juliol de 1946) és una cantant estatunidenca actualment jubilada coneguda per cantar una àmplia varietat de gèneres, incloent-hi rock, country, òpera lleugera i música llatina. Al llarg de la seva carrera ha guanyat 10 Premis Grammy, tres American Music Awards, dos premis Academy of Country Music, un Premi Emmy, i un premi ALMA entre d'altres. També ha estat guardonada diversos premis Grammy per a la seva trajectòria a més de nominada als Premis Tony i als Globus d'Or. El 2011 va ser guardonada amb el Latin Grammy Lifetime Achievement Award per The Latin Recording Academy i també va atorgar el Grammy Lifetime Achievement Award per The Recording Academy el 2016.
Molts dels seus àlbums han estat certificats amb or, platí o multiplatina als Estats Units i internacionalment.
El 2014 va entrar a formar part del Rock and Roll Hall of Fame i va rebre la Medalla Nacional de les Arts. El 2019 rep una estrella al Passeig de la Fama de Hollywood conjunta amb Emmylou Harris i Dolly Parton. Al llarg de la seva carrera ha publicat més de 30 àlbums d'estudi i 15 recopilacions. 38 dels seus singles han format part de la llista Billboard Hot 100, arribant a assolir les primeres posicions de la llista en diverses ocasions.
Ronstadt ha col·laborat amb artistes de diversos gèneres, com Bette Midler, Billy Eckstine, Frank Zappa, Rosemary Clooney, Dolly Parton, Neil Young, Paul Simon o Johnny Cash. En total les seves interpretacions han aparegut en més de 120 àlbums i ha venut més de 100 milions de discos, convertint-la en una de les artistes més venudes de tots els temps.
Retirada dels escenaris des de 2009, va ser diagnosticada amb la malaltia de Parkinson el 2012.
Ronstadt va reduir la seva activitat després del 2000 quan va sentir que la seva veu cantant es deteriorava, llançant el seu darrer àlbum complet el 2004 i interpretant el seu últim concert en directe el 2009. Va anunciar la seva retirada el 2011 i va revelar poc després que ja no era capaç de cantar com a resultat d'una condició degenerativa que després es va determinar que era una paràlisi supranuclear progressiva. Des de llavors, Ronstadt ha continuat fent aparicions públiques, passant per diverses visites en discursos públics durant els anys 2010. Va publicar una autobiografia, Simple Dreams: A Musical Memoir, el setembre de 2013, que es va convertir en un best-seller. Un documental basat en les seves memòries, Linda Ronstadt: The Sound of My Voice, es va publicar el 2019.

## La seva infantesa
Linda Maria Ronstadt va néixer a Tucson, Arizona, el 15 de juliol de 1946, la tercera dels quatre fills de Gilbert Ronstadt (1911–1995), un pròsper comerciant de maquinària que dirigia la F. Ronstadt Co., i Ruth Mary (Copeman) Ronstadt (1914–1982).
Ronstadt es va criar al ranxo de 4 hectàrees de la família amb els seus germans Peter (que va exercir el càrrec de cap de policia de Tucson durant deu anys, 1981-1991), Michael J. i Gretchen (Suzy). La família va aparèixer a la revista Family Circle el 1953.
El seu pare procedia d'una família pionera d'Arizona i era d'ascendència alemanya, anglesa i mexicana. La influència de la família i les seves contribucions a la història d'Arizona, incloent la fabricació de vagons, el comerç, les farmàcies i la música, es cronifica a la biblioteca de la Universitat d'Arizona. El seu besavi, l'enginyer Friedrich August Ronstadt (que passava per Federico Augusto Ronstadt) va emigrar al sud-oest (aleshores part de Mèxic) a la dècada de 1840 des de Hannover, Alemanya, i es va casar amb una mexicana. Finalment es va establir a Tucson. El 1991, la ciutat de Tucson li va dedicar la seva terminal de d'autobusos.
La seva mare Ruth Mary, d'ascendència alemanya, anglesa i holandesa, va ser criada a Flint, Michigan. Era filla de Lloyd Groff Copeman, un prolífic inventor i titular de moltes patents. Copeman, amb gairebé 700 patents al seu nom, va inventar una forma primerenca de la torradora, molts aparells frigorífics, la pistola de greixatge, la primera estufa elèctrica i una forma primerenca del forn de microones. La seva safata flexible de cubs de gel de goma li va fer guanyar milions de dòlars en royalties.

## Resum de la carrera professional
Va establir la seva carrera professional a mitjans dels anys seixanta al capdavant dels moviments de rock i folk rock emergents de Califòrnia - gèneres que van definir la música rock posterior als anys 60 - Ronstadt va unir forces amb Bobby Kimmel i Kenny Edwards i es va convertir en la cantant principal d'un trio de folk-rock, els Stone Poneys. Més tard, com a artista solista, va publicar Hand Sown ... Home Grown el 1969, que ha estat descrit com el primer disc country alternatiu gravat per un artista femeni. Tot i que la fama la va eludir durant aquests anys, Ronstadt va fer una gira amb els Doors, Neil Young, Jackson Browne i altres, i va aparèixer diverses vegades en programes de televisióa on cantava cançons d'altres artistes.

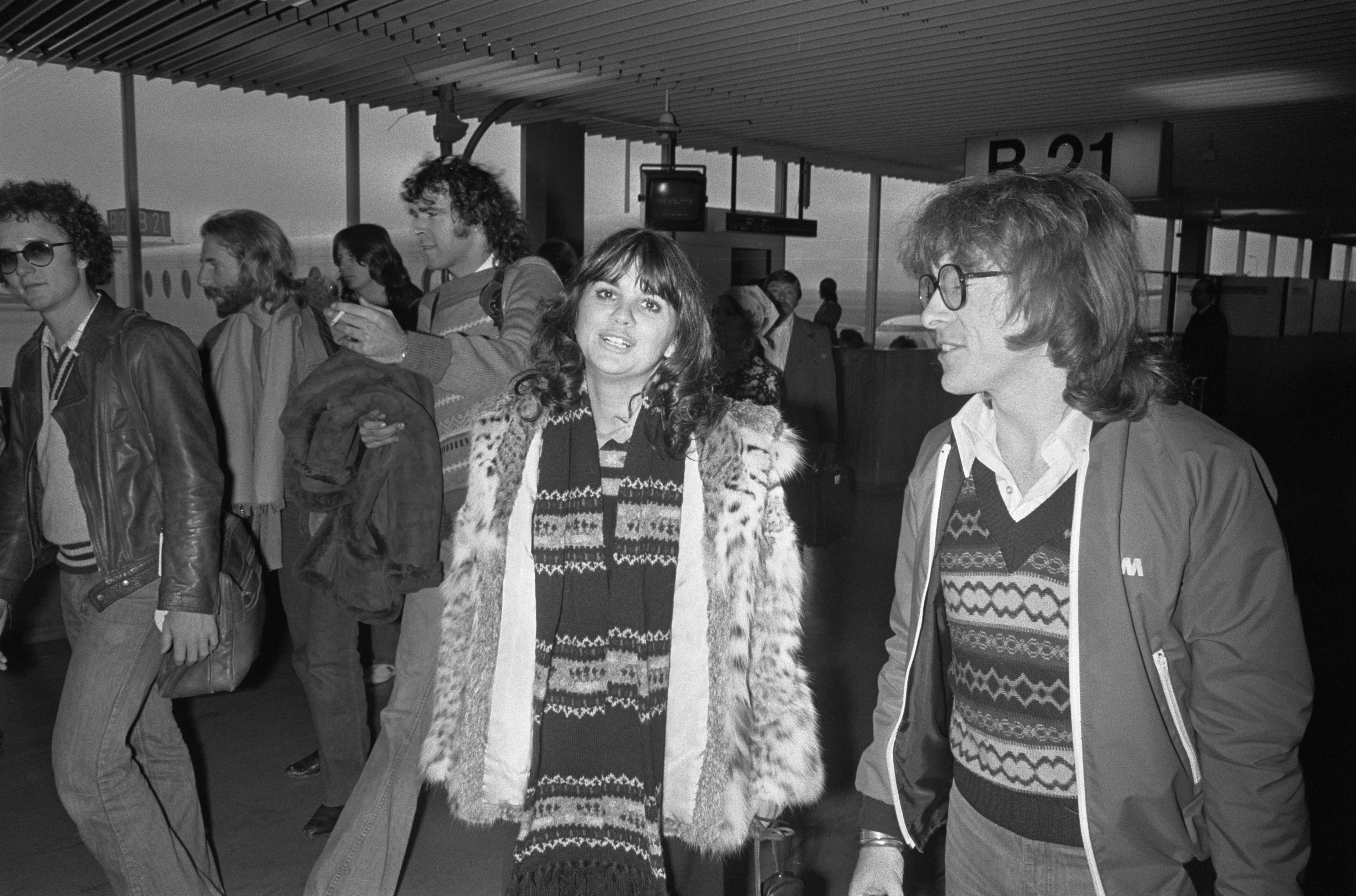
Linda Ronstadt a Schiphol el 20 november de 1976

Amb el llançament d'àlbums que van arribar al capdamunt de les llistes, com Heart Like a Wheel, Simple Dreams, i Living in the USA, Ronstadt es va convertir en la primera estrella de rock femenina "arena class". Va marcar rècords com un dels artistes de concerts més importants de la dècada. Coneguda com la "Primera Dama del Rock" i la "Reina del Rock", Ronstadt va ser votada com la millor cantant femenina del pop dels anys 70. La seva imatge rock-and-roll era tan famosa com la seva música; va aparèixer sis vegades a la portada de Rolling Stone i a les portades de Newsweek i Time.
A la dècada dels 80, Ronstadt va actuar a Broadway i va rebre una nominació als Tony per la seva actuació a The Pirates of Penzance, va formar equip amb el compositor Philip Glass, va gravar música tradicional i va col·laborar amb el director de direcció Nelson Riddle, un esdeveniment aleshores vist com un moviment original i poc ortodox per a un artista rock-and-roll. Aquesta empresa li va donar els seus fruits, i Ronstadt va seguir sent un dels artistes amb més vendes de la indústria musical al llarg dels anys vuitanta, amb àlbums que van aconsseguir ser discs de platí com Mad Love, What’s New, Canciones de Mi Padre i Cry Like a Rainstorm, Aulls com el vent. Va continuar de gira, col·laborant i enregistrant àlbums celebrats, com Winter Light i Hummin 'to Myself, fins a la seva retirada el 2011. La majoria dels àlbums de Ronstadt són d'or, platí o multi-platí certificats. Després d'haver venut més de 100 milions de discos arreu del món i de vendre discos com una de les intèrprets de concerts més importants durant més d'una dècada, Ronstadt va ser la cantant femenina amb més èxit de la dècada de 1970 i es considerada com una de les artistes de gravació femenina amb més èxit en la història dels Estats Units. Ronstadt va obrir moltes portes per a dones dins del món del rock and roll i altres gèneres musicals al defensar a compositors i músics, en ser pionera en l'èxit en el circuit de concerts i situar-se en l'avantguarda de molts moviments musicals.

## Influències Musicals
La vida familiar de Ronstadt va estar plena de música i cançons tradicionals, la qual cosa va influir en les eleccions estilístiques i musicals que va prendre després en la seva carrera. Creixent, va escoltar molts tipus de música, inclosa la música mexicana, que era cantada per tota la seva família i que va ser un element bàsic en la seva infantesa.

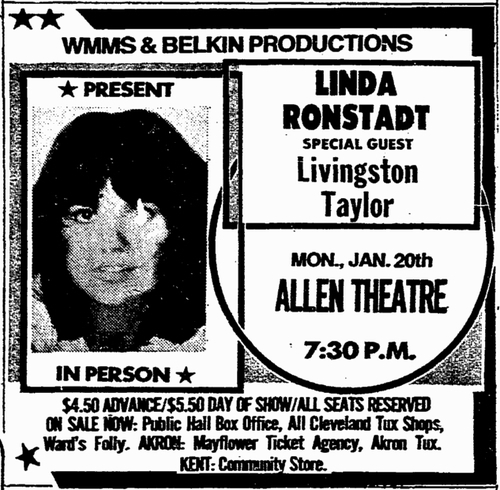
Cartell de la WMMS Presentant Linda Ronstadt el 1975

Ronstadt ha remarcat que tot el que ha gravat en els seus propis discs (rock and roll, rhythm and blues, gospel, òpera, country, coral i mariachi) és tota la música que va escoltar a la seva família cantar al seu saló de casa o que va escoltar a la ràdio, a l'edat de 10 anys. Li deu a la seva mare l'estimació que sent per Gilbert i Sullivan, i al seu pare la introducció en el repertori tradicional del pop i Great American Songbook que, al seu torn, també ajudaria a introduir dins d'aquest món a tota una generació.
Ja des de bén aviat, el seu estil de cantar estava influenciat per cantants com Lola Beltrán i Édith Piaf; Linda ha anomenat els seus ritmes "més com la música grega ... És una signatura semblant a 6/8 ... una conducció molt dura i molt intensa". També va rebre influències del cantant de country Hank Williams.
Linda ha declarat que "totes les cantants dones" eventualment "han de reverenciar a Ella Fitzgerald i a Billie Holiday".
De Maria Callas, Ronstadt diu: "No hi ha ningú a la seva lliga. Això és tot. Punt. Aprenc més ... sobre cantar rock n roll d'escoltar discos de Maria Callas que mai d'escoltar música pop durant un mes de Diumenges ... És la cantant més gran que ha hagut mai ". La seva admiració per Maria Callas li vé pels seus intents per impulsar el cant del segle xx, particularment l'òpera, i el "bel canto".
Ronstadt també és fan de la programció de música eclèctica de lesprogramació de la radio americana dels 50's i 60's.

## Carrera Professional

### Els inicis
Als 14 anys, Ronstadt va formar un trio folk amb el seu germà Peter i la seva germana Gretchen. El grup tocava en cafeteries, cases de germanor i altres locals petits, passant a anomenar-se "Union City Ramblers" i "The Three Ronstadts", i fins i tot van gravar en un estudi de Tucson amb el nom de "The New Union Ramblers". El seu repertori incloïa la música en què van créixer: folk, country, bluegrass i mexicà. Però cada vegada més, Ronstadt volia fer una unió de música folk i rock 'n' roll, i el 1964, després d'un semestre a la Universitat Estatal d'Arizona, va decidir traslladar-se a Los Angeles.

### The Stone Poneys
Ronstadt va visitar un amic de Tucson, Bobby Kimmel, a Los Àngeles durant el descans de Pasqua de la universitat el 1964, i més tard aquell any, poc abans del divuit aniversari, [57] va decidir mudar-se definitivament allà per formar una banda amb ell. [58] Kimmel ja havia començat a co-escriure cançons de folk rock amb el compositor de guitarristes Kenny Edwards i, finalment, les tres van ser signades per Nik Venet a Capitol l'estiu de 1966 com "The Stone Poneys". El trio va llançar tres àlbums en un període de 15 mesos el 1967-68: The Stone Poneys; Evergreen, volum 2; i Linda Ronstadt, Poneys de pedra i amics, vol. III. La banda és molt coneguda pel seu èxit single "Different Drum" (escrit per Michael Nesmith abans de formar part dels Monkees), que va arribar al número 13 del gràfic de Billboard Hot 100 i al número 12 de la revista Cashbox. Gairebé 50 anys després, la cançó segueix sent un dels enregistraments més populars de Ronstadt. [60]
El 2008, la discogràfica australiana Raven Records va publicar un CD recopilatori titulat The Stone Poneys. El disc presenta totes les pistes dels dos primers àlbums de Stone Poneys i quatre temes del tercer àlbum.

### Carrera en solitari
Encara lligada contractualment a Capitol Records, Ronstadt va llançar el seu primer àlbum en solitari, Hand Sown ... Home Grown, el 1969. Va ésser considerat com el primer disc alternatiu country per una artista de gravació femenina. Durant aquest mateix període, va contribuir al projecte de "super session" Music from Free Creek.
Ronstadt va fer la veu per a alguns anuncis durant aquest període, inclosa una per a les màquines d'afaitar elèctriques Remington, en què junt amb Frank Zappa van afirmar que la navalla elèctrica "et neteja, t'emociona ... pot fins i tot evitar que t'agafin".
El segon àlbum en solitari de Ronstadt, Silk Purse, es va publicar el març del 1970. Enregistrat íntegrament a Nashville, va ser produït per Elliot Mazer, a qui Ronstadt va triar per consell de Janis Joplin, que havia treballat amb ell al disc Cheap Thrills. La portada de l'àlbum Silk Purse mostrava a Ronstadt en una ramat de porcs. Ronstadt va declarar que no estava satisfeta amb l'àlbum, tot i que li va proporcionar el seu primer èxit en solitari, el senzill "Long, Long Time", i va obtenir la seva primera nominació al Grammy (per a la millor interpretació vocal contemporània / dona).

### Gires
El 1975, Ronstadt va fer gires amb Jackson Browne, els Eagles, i Toots and the Maytals. En una entrevista a Rolling Stone de 1976 amb Cameron Crowe, Ronstadt va dir: "no s'ha inventat cap paraula per a la solitud que s'experimenta quan fas el teu camí. El món plora, tot va ràpidament, i totes aquestes persones et miren... La gent em veu amb el meu vestit de "nena cantant"". El 1974 va dir-li a Peter Knobler en una entrevista per a la revista de rock Crawdaddy: "La gent sempre s'aprofita de tu; tothom que mostra interés en tu, té un interés ocult."
Diversos anys abans que Ronstadt es convertís en el que l'autor Gerri Hirshey va anomenar com la primera "diva del rock de classe arena" amb "gires molt esperades" va començar la seva carrera en solitari recorrent el circuit de concerts nord-americans. Però estar de gira per la carretera li va afectar tant a nivell emocional com professional. Hi havia poques cantants femenines al circuit de rock en aquells moments, i van quedar relegats al nivell de "groupies quan es trobaven en una munió d'un grup de nois de rock and roll", un estatus que Ronstadt va evitar. relacionar-se amb homes a nivell professional com a companys de música li va provocar un excés per competir, inseguretat, romanços mal avinguts i una sèrie tòxica de parelles-manager. Aleshores, admirava cantants com Maria Muldaur per no sacrificar la seva feminitat, però sentia una enorme pressió autoimposada per competir amb "els nois" a tots els nivells. Va assenyalar en una entrevista de 1969 a la revista Fusion que era difícil ser només una "cantant per a noies" amb una banda d'acompanyament totalment masculina. Segons ella, era difícil aconseguir una banda de bons músics que la recolzessin a causa del seu problema d'ego de ser titllats simplement com a acompanyants d'una cantant femenina.
Poc després d'anar de gira en solitari a finals dels anys seixanta, una de les seves primeres bandes d'acompanyament va ser la pionera banda de rock country Swampwater, que va combinar elements Cajun i swamp rock en la seva música. Entre els seus membres hi havia el violinista Cajun Gib Guilbeau i John Beland, que després es van unir als The Flying Burrito Brothers, així com Stan Pratt, Thad Maxwell i Eric White, germà de Clarence White dels Byrds. Swampwater va acompanyar Ronstadt durant les aparicions de TV al The Johnny Cash Show i al The Mike Douglas Show i al Big Sur Folk Festival.
Una altra banda que li va donar suport estava formada per Don Henley, Glenn Frey, Bernie Leadon i Randy Meisner, que després van formar els Eagles. Van estar de gira amb ella durant un curt període el 1971 i van tocar a Linda Ronstadt, el seu tercer àlbum homònim, del qual va sortir el fallit single, una versió de Ronstadt del "Rock Me on the Water" de Jackson Browne. En aquesta etapa, Ronstadt va començar a treballar amb el productor i alhora parella sentimental John Boylan; "Tan aviat com vaig començar a treballar amb John Boylan, vaig començar a coproduir-me. Sempre vaig formar part de les meves produccions. Però sempre necessitava un productor que fes cas dels meus capricis". També el 1971, Ronstadt va començar a parlar amb David Geffen per passar de Capitol Records al segell Asylum Records que també era propietat del mateix Geffen.

### Col·laboracions amb Peter Asher
Ronstadt va iniciar el seu quart àlbum en solitari, Don't Cry Now, el 1973, amb John Boylan (qui havia negociat el seu contracte amb Asylum Records) i John David "J.D." Souther, que va produir la majoria de les cançons de l'àlbum. Però encara necessitava algú 

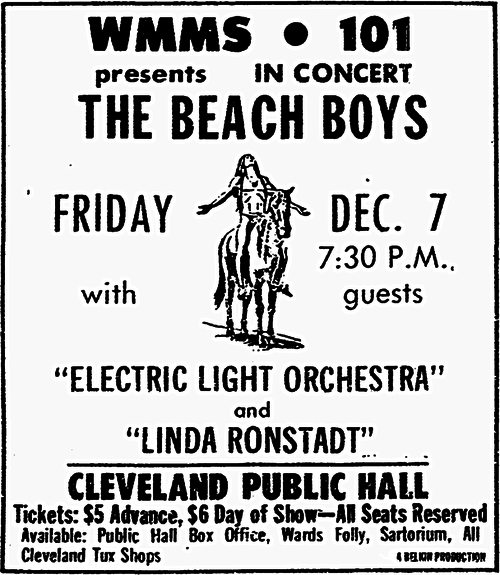
Cartell de la WMMS presentant The Beach Boys i Linda Ronstadt el 1973

disposat a treballar amb ella com a igual, Ronstadt va demanar-li a Peter Asher(qui li havia estat recomanat per la germana de James Taylor, la Kate Taylor), que l'ajudés en la producció. Aquesta col·laboració va donar com a fruits dos dels seus discs; "Sail Away" i "I Believe in You".
L'àlbum va comptar amb el primer èxit de Ronstadt, "Silver Threads and Golden Needles", que ja havia gravat per primera vegada al l'album Hand Sown ... Home Grown: aquesta vegada va entrar a les llistes Top 20 del país.
Amb el llançament de Don't Cry Now, Ronstadt va presentar el seu concert més gran fins a les hores com a acte d'obertura de la gira de Neil Young's Time Fades Away, tocant per primera vegada davant d'un public multitudinari. Entre bastidors, en un concert a Texas, Chris Hillman la va presentar a Emmylou Harris, dient-les: "Vosaltres podríeu ser bones amiques", la qual cosa aviat es va produir, donant lloc a freqüents col·laboracions durant els anys següents. Mentrestant, l'àlbum es va convertir en el més exitós de Ronstadt fins aleshores, venent 300.000 còpies a finals de 1974.
La relació professional que va establir amb Asher va ser més productiva que qualsevol altre anterior.[55] Li va permetre prendre el comandament i delegar efectivament les responsabilitats a l'estudi de gravació. Tot i que, al principi, Asher va dubtar a treballar amb ella per la seva reputació de ser una "dona d'opinions fortes (que) sabia el què volia fer (amb la seva carrera professional)", però va acceptar convertir-se en el seu productor a temps complet, i va romandre en aquest paper fins a finals dels anys vuitanta. Asher va atribuir l'èxit a llarg termini de la seva relació laboral amb Ronstadt al fet que ell va ser la primera persona a qui produïa amb una relació únicament professional. "Ha de ser molt més difícil tenir converses objectives sobre la carrera d'algú quan es tracta d'algú amb qui dorms", va dir.
La companyia d'Asher va produir un CD d'homenatge anomenat Listen to Me: Buddy Holly, llançat el 6 de setembre de 2011, en el qual apareix la versió de Ronstadt de 1976 "That'll Be The Day" de Buddy Holly que aquest va gravar amb col·laboracions amb altres artistes de les seves cançons.

### Estils vocals
Ronstadt va capturar els sons de la música country i els ritmes de la música ranxera (que la va comparar com el "Blueegrass mexicà") i els va dirigir al seu rock 'n' roll i a algunes de les seves músiques pop. Molts d'aquests ritmes i sons formaven part de les seves arrels del sud-oest. De la mateixa manera, el so i estil country, una fusió de country i rock 'n' roll anomenat country rock, va començar a exercir la seva influència en la música pop dominant cap a finals dels anys 60, i es va convertir en un moviment emergent que Ronstadt va ajudar a desenvolupar i a comercialitzar. No obstant això, ja des del 1970, Ronstadt va ser criticada pels "puristes" pel seu estil musical ja què creuava molts gèneres. La revista Country Western Stars va escriure el 1970 que "La gent del rock pensaven que era massa suau, la gent del folk creien que era massa pop, i la gent del pop no entenien ben bé a on es trobava, però la gent del country realment l'estimàven". Mai es va classificar a si mateixa i es va referir al seu estil com una mescla de gèneres.

### Vessant interpretativa
Ronstadt està considera com una "intèrpret del seu temps", i ha aconseguit ser elogiada pel seu esforç en posar el seu "segell" personal en moltes de les seves cançons. Tot i així, els seus èxits van ser criticats per alguns sectors de la crítica per ser versions d'altres cançons. Ella mateixa ha reconegut que va patir una gran pressió per la industria discografica per tal què molts dels èxits gravats a la dècada dels 70 fossin de caràcter eminentment comercial, i que particularment prefereix aquelles cançons que es van allunyar de l'èxit.
Des del punt de vista de la composició, va ser una cantant poc freqüent en el món country, ja què només va co-compondre tres cançons al llarg de la seva carrera.
La gamma vocal natural de Ronstadt abasta diverses octaves des del contralt fins a la veu de soprano i, ocasionalment, presenta tota aquesta gamma dins d'una sola obra. Ronstadt va ser la primera artista femenina de la història de la música popular que va acumular quatre àlbums consecutius de platí (catorze milions de certificats venuts fins ara). Pel que fa als senzills, Rolling Stone va assenyalar que tota una generació, "però per ella, mai no hauria escoltat l'obra d'artistes com Buddy Holly, Elvis Costello o Chuck Berry". [81]
Ronstadt va representar un altaveu de la música dels anys vint i trenta per a tota una generació, música que s'havia deixat de costat amb la gran emprenta que havia suposat l'aparició del rock r roll en l'escena musical americana. Aquest efecte generacional es va traduir en les produccions posterior de molts dels grups americans. Rondstadt deia que al interpretar "s'adaptava al que la música li exigia". El rock and roll va formar part de la seva cultura, i les cançons que va cantar després d'aquesta etapa formaven part de la seva ànima. "La música de Mariachi era el costat de l'ànima del meu pare", va dir en una entrevista que va donar a la seva casa de Tucson l'any 1998."En canvi, el costat de l'ànima de la mare eren les coses de Nelson Riddle. I les vaig haver de fer totes dues per restablir qui era".
Al llibre de 1974 Rock 'N' Roll Woman, l'autora Katherine Orloff escriu que les preferències musicals de Ronstadt es decanten pel rhythm and blues," és el tipus de música que més escolto...el seu objectiu és...ser una ànima plena, també". Amb aquests principis interpretatius, Ronstadt fusiona el country i el rock en una unió molt especial.
En aquesta etapa de la seva carrera, Ronstadt havia establert el seu nínxol de mercat en el camp del country-rock. Juntament amb altres músics com els Flying Burrito Brothers, Emmylou Harris, Gram Parsons, Swampwater, Neil Young i els Eagles. Un moviment que va ajudar a la música country a lliurar-se dels estereotips i va mostrar als rockers que el country estava bé, que no era un estil passat de moda. Tot i així, sempre ha reconegut que la indústria la presionava fortament a cantar més rock and roll.

### L'èxit a la dècada dels 70's

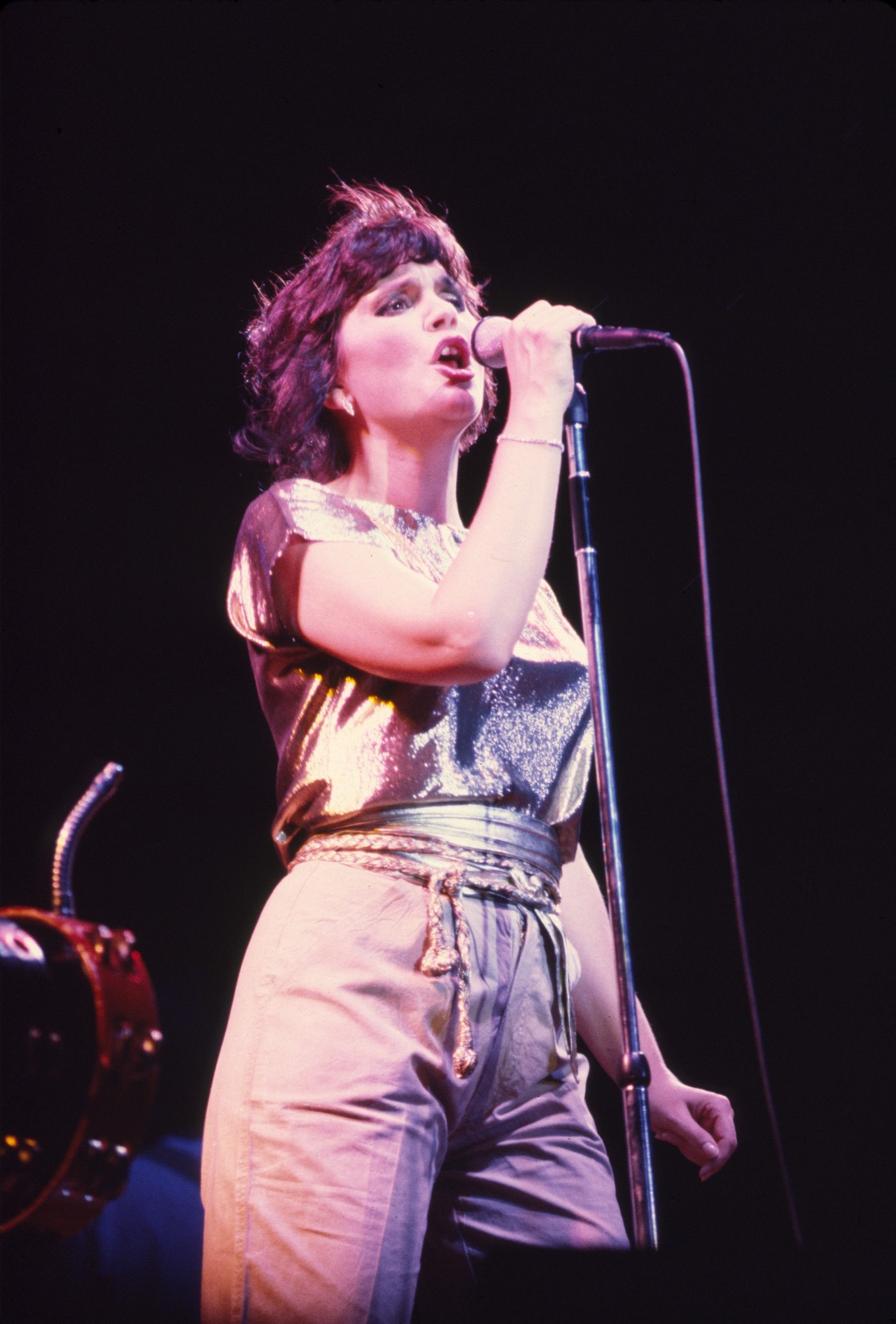
LindaRonstadt en concert al Six Flags Over Texas a Arlington, Texas, Agost de 1981.

L'autor Andrew Greeley, en el seu llibre "God in Popular Culture", va descriure Ronstadt com "la cantant de rock més exitosa i sens dubte la més duradora i amb més talent de la seva època". La revista Dirty Linen la descriu com la "primera dona superestrella" i destaca la seva qualitat tant en els concerts en directe com en l'enregistrament d'albums d'estudi. Amazon.com la defineix, el la presentació del seu catàleg, com a superstar femenina del rock americà de la dècada. Cashbox va donar a Ronstadt un Premi especial de la dècada, per ser la cantant femenina amb més vendes dels anys 70.
Les portades dels seus àlbums, els cartells, les portades de les revistes, tota la seva imatge de rock ‘n' roll eren tan famoses com la seva música. A finals de la dècada, la cantant que el Chicago Sun Times va descriure com "la degana de l'escola de cantants de rock femenina dels 70" es va convertir en el que la revista Redbook va anomenar "l'estrella de rock femenina amb més èxit del món". En aquells temps, "Femení" era un qualificatiu important, la revista Time, la va descriure com "una raresa per haver sobreviscut a les profunditats del món del rock, infestat per taurons"
Amb el llançament de l'àlbum Heart Like a Wheel‍ el 1974, (anomenat així per una de les cançons de l'àlbum, escrita per Anna McGarrigle‍), Ronstadt va arribar al número u a la llista Billboard 200; alhora que va ser el primer dels quatre àlbums número 1 del país, i el disc va ser certificat amb doble platí (més de dos milions d'exemplars venuts als EUA). En molts casos, les seves pròpies interpretacions van tenir més èxit que les gravacions originals, i moltes vegades artistes emergents van ser descoberts per un públic més ampli gràcies a la seva versió i gravació. Ronstadt va tenir un gran èxit interpretant cançons d'una gran diversitat d'artistes.
L'àlbum va ser molt ben rebut pel públic i la crítica degut a la bona reperesentació de country i rock que incluia. Va suposar l'inici d'una carrera plena d'èxits i que la portarien a ser una de les artistes femenines amb més vendes de tots els temps. Ronstadt va guanyar el seu primer premi Grammy a la millor interpretació vocal femenina del país per "I Can't Help It (If I'm Still in Love with You)", una cançó de Hank Williams originària de 1940. La interpretació de Ronstadt va assolir el número 2 de les llistes americanes. L'àlbum en si va ser nominat al Grammy d'Àlbum de l'Any.
Ronstadt va sortir a la portada de la revista Rolling Stone el març de 1975. Va ser la primera de les sis portades de Rolling Stone en les que va aparèixer preses per la fotògrafa Annie Leibovitz. La van incloure com a artista destacada amb un disseny fotogràfic complet i un article de Ben Fong-Torres, on es parlava de la lluita persistent de Ronstadt en elmón del rock n roll, així com la seva vida domèstica i el seu protagonisme en el món de les gires i concerts dins d'un entorn eminentment masculí.
El llançament del primer senzill de Heart Like a Wheel, "You're No Good", va arribar al número 1 tant a les llistes de Billoboard com al Cash Box Pop. Era una versió rock d'una cançó de R&B escrita per Clint Ballard, Jr., que Ronstadt inicialment s'havia resistit a incloure perquè les pistes de guitarra d'Andrew Gold li sonaven massa com una "cançó dels Beatles". El segon senzill, "When Will I Be Loved", una versió moderna de country-rock d'una cançó d'èxit dels Everly Brothers, va assolir el número 1 a Cashbox i el número 2 a Billboard. La cançó también va representar el primer èxit country número 1 de Ronstadt.
El setembre del 1975 es va publicar l'àlbum "Prisoner in Disguise". Ràpidament va pujar al les llistes Top Five del Billboard i va vendre més d'un milió de còpies. El mateix any es va convertir en el seu segon àlbum consecutiu en obtenir la vertificació de platí, "un gran slam" (Ronstadt es convertiria en la primera artista femenina de la història de la música pop en aconsseguir tres àlbums consecutius de platí i, més endavant, passaria a tenir vuit àlbums de platí consecutius, i altres sis entre 1983 i 1990). El primer senzill del disc va ser "Love Is A Rose". Estava pujant amb força les llistes de música pop i country, però un altre tema de l'album, "Heat Wave", una versió rock de l'èxit de 1963 de Martha and the Vandellas, també competia pels primers llocs. La companyia Asylum va canviar d'estratègia i va llançar el single amb "Heat Wave" a la cara A i "Love Is A Rose" a la B. "Heat Wave" es va col·locar al Top Five de Billboard's Hot 100 mentre que "Love Is A Rose" va aconseguir el Top Five a la llista country de Billboard.
El 1976, Ronstadt amb el llançament del seu següent treball, "Hasten Down the Wind", va assolir el Top 3 de la llista d'àlbums de Billboard i va guanyar el seu segon Grammy de la seva carrera a la Millor interpretació vocal pop femenina pel seu tercer àlbum consecutiu certificat de platí. El disc va comptar amb dues composicons seves; "Try Me Again" (coautora amb Andrew Gold) i "Lo Siento Mi Vida". També va incloure una interpretació de la balada de Willie Nelson "Crazy", que es va convertir en un èxit del Top 10 country al començament del 1977
A finals de 1977, Ronstadt va superar l'èxit de Heart Like a Wheel amb el llançament de l'àlbum Simple Dreams, que va ocupar la posició número 1 durant cinc setmanes consecutives en les llistes de Billboard 200. Només als EUA va vendre més de 3 milions de còpies en menys d'un any. Simple Dreams va generar una cadena d'èxits senzills en nombroses llistes d'arreu. Entre elles, hi havia el single certificat de platí per la RIAA per "Blue Bayou", una interpretació country rock d'una cançó de Roy Orbison; "It's So Easy" (anteriorment cantada per Buddy Holly), una versió de "Tumbling Dice" de The Rolling Stones, i "Poor Poor Pitiful Me", una cançó escrita per Warren Zevon, un cantautor actual de l'època. L'àlbum va obtenir diverses nominacions als premis Grammy, incloent la de Millor gravació de l'any i la de Millor interpretació vocal pop / femenina per "Blue Bayou", i el seu director d'art, Kosh, va guanyar el premi Grammy a la millor coberta de l'àlbum, el primer dels tres premis Grammy que obtindria dissenyant portades d'àlbums de Ronstadt. A la fi de 1977, Ronstadt es va convertir en la primera artista femenina a tenir dues cançons alhora al Billboard Hot 100 Top Ten dels EUA . "Blue Bayou" va ser número 3 mentre que "It's So Easy" va arribar al número 5.
Simple Dreams també es va convertir en un dels àlbums més venuts internacionalment de la cantant, arribant al número 1 a les llistes d'Àlbums Pop i Country d'Austràlia i Canadà. Simple Dreams també va convertir a Ronstadt en l'artista internacional femenina de gires amb més èxit. El mateix any, va completar una gira de concerts per Europa. Tal com va escriure la revista Country Music a l'octubre de 1978, Simple Dreams va consolidar el paper de Ronstadt com "fàcilment l'estrella de rock and roll y country amb més èxit en aquest moment".
També el 1977, a els Angeles Dodgers, li van demanar que cantés l'himne nacional dels Estats Units al tercer partit de les sèries mundials contra els Yankees de Nova York.

### La revista Time i la imatge de "dona rock chick" de Ronstadt
Ronstadt ha deiaxt palés que en aquella època se sentia com si estigués "animada artificialment a tenir una actitud realment dura (i ser dura) perquè el negoci del rock and roll és un món dur i difícil" i el sentiment contradictori que aquest fet li comportava ja que ella no era així. Artistes de rock femenines com ella i Janis Joplin, a les quals va descriure com a encantadores, tímides i molt cultes a la vida real eren l'antítesi de la versió "red hot mamma" (mare desitjable) que la indústria musical volia projecatar, aquest fet els va comportar una crisi d'identitat.
A mitjans dels anys 70, la imatge de Ronstadt es va fer tan famosa com la seva música. Entre 1976 i 1977, va aparèixer a les portades de Rolling Stone i Time, respectivament. El reportatge de la portada de Rolling Stone va anar acompanyat d'una sèrie de fotografies de Ronstadt en roba interior, realitzada per Annie Leibovitz. Ronstadt es va sentir enganyada, sense adonar-se que les fotos serien tan reveladores. Quan Peter Asher es va adonar, va fer fora a Leibovitz de casa seva, quan aquesta va anar a visitar-los per mostrar-los les fotografies abans de la publicació. Leibovitz s'havia negat a deixar fora del reportatge qaulsevol de les fotografies, que incloïa una de Ronstadt tumabda sobre d'un llit en roba interior. En una entrevista de 1977, Ronstadt va explicar: "Annie [Leibovitz] va veure aquesta imatge com una exposició de la meva personalitat. Tenia raó. Però no triaria mostrar una imatge així a ningú que no em conegués personalment, perquè només els amics poden saber de mi".
Una nova aparició el 1977 a la portada de la revista Time sota el lema "Torchy Rock" també va molestar a Ronstadt, considerant el que la imatge semblava projectar sobre la dona més famosa del món del rock. En un moment en la indústria musical en què els homes encara li deien a les dones què havien de cantar i què havien de vestir-se, Ronstadt odiava aquesta imatge que projectava al món, i va declarar com el fotògraf encara seguia forçant-la que usés un determinat vestit que no era acord amb la seva personalitat. El 2004, va ser entrevistada pel programa de la CBS This Morning i va declarar que aquesta imatge que transmetia no era ella perquè ella mai s'asseia d'aquella manera. Asher va assenyalar: "Qualsevol que hagi conegut la Linda durant 10 segons sabrà que no podria haver estat la seva Svengali. És una dona extremadament decidida, en totes les àrees. Per a mi, ella era tot sobre el feminisme". Qualitats que per Asher tenien una connotació negativa en una dona en aquells moments, mentre que en un home eren percebudes com a magistrals i d'èxit". Des que va començar la seva carrera en solitari, Ronstadt havia lluitat molt per ser reconeguda com una cantant femenina en solitari en el món del rock, i la seva interpretació a la portada de Time no semblava ajudar a constatar-ho.
El 1978, Rolling Stone va definir a Ronstadt com "amb molt, la cantant de rock femenina més coneguda dels Estats Units". Aquell mateix any va publicar "Living in USA" que va suposar el seu tercer treball com a número 1 en la llista d'àlbums de Billboard, igualant el rècord establert per Carole King el 1974. Va aconseguir un senzill de gran èxit amb "Ooo Baby Baby", arribant a les quatre llistes de senzills principals (Pop, AC, Country, R & B). Living in the USA va ser el primer àlbum de qualsevol acte discogràfic en la història de la música en obtenir la certificació platí per la RIAA (1 milió de còpies anticipades) el Setembre de 1978. L'àlbum finalment va vendre 2 milions de còpies als Estats Units i va ser cetificat com a doble disc de platí el Desembre de 1997.
A la fi d'aquest any, la revista Billboard va coronar a Ronstadt amb quatre premis número u de l'any: Artista Pop Femenina en Singles, Artista Pop Femenina en Àlbums, Artista Femenina de l'Any i Artista Femenina Vocal.
La portada de "Living in USA" mostrava a la cantant en patins lluint un pentinat nou i curt amb permanent. Ronstadt va seguir amb aquesta imatge en cartells promocionals de la gira de concerts amb fotos d'ella en patins en un posat dramàtica amb una gran bandera nord-americana de fons. En aquesta etapa de la seva carrera, usava els cartells per promocionar cada àlbum i concert, que en aquells moments es gravaven en viu per ràdio o televisió.
Ronstadt també va aparèixer en la pel·lícula FM de 1978, on la trama va involucrar a discjòqueis que intentaven transmetre un concert de Ronstadt en viu, sense el coneixement d'una estació de la competència. La pel·lícula també va mostrar a Ronstadt interpretant les cançons "Poor, pobre de mi", "Ámame tendrament" i "Tumbling Diu". Ronstadt va ser persuadida de gravar "Tumbling Diu" després que Mick Jagger arribés al backstage quan ella estava en un concert i li digués: "Fas massa balades, hauries de fer més cançons de rock and roll".
Després de l'èxit de Living in the USA, Ronstadt va realitzar gires promocionals d'àlbums i concerts. Va fer una aparició especial en l'escenari amb els Rolling Stones al Centre Comunitari de Tucson el 21 de juliol de 1978, en la seva ciutat natal de Tucson, on ella i Jagger van cantar "Tumbling Diu". Ronstadt va declarar més tard: "Em va encantar. No tenia ni rastre de pànic escènic. Em moro de por durant tots els meus shows. Però era massa divertit per espantar-me. Tan ximple a l'escenari, et colpeja. Vull dir, has d'estar de puntetes o acabes caient de morros".

## Vida privada
A mitjans de la dècada dels 70 la seva vida privada es va fer cada vegada més pública, el detonant va ser la relació que va mantenir amb Jerry Brown, governador de Califòrnia i candidat a la presidència pel partit demòcrata. Van compartir portada a la revista Newsweek l'abril de 1979, així com a les revistes Us Weekly i People.

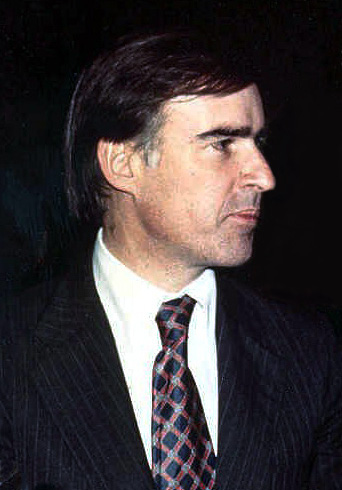
Jerry Brown el 1978

El 1983, Linda Ronstadt va mantenir una relació sentimental amb al comediant Jim Carrey durant vuit mesos.Des de finals de 1983 fins a 1988, Ronstadt es va comprometre amb el director de Star Wars, George Lucas.
El desembre de 1990, va adoptar una nena, Mary Clementine. El 1994, va adoptar un nen, Carlos Ronstadt.
Ronstadt no s'ha casat mai. Parlant de trobar un company amb qui conviure, el 1974 li va dir a Peter Knobler en una entrevista per a la revista Crawdaddy: "... si és amable, però no s'inspira musicalment, després, coneixes a algú altre que està tan inspirat musicalment que et treu l'alè, però resulta que és un imbècil, tan sonat que no et pots portar bé amb ell, i apart d'axiò...el problema és trobar algú que et pugui suportar"
Després de viure 30 anys a Los Angeles, Ronstadt es va traslladar a San Francisco perquè va declarar que mai es va sentir a casa al sud de Califòrnia."Los Angeles es van tornar un entorn massa tancat", afirmà. "No podia respirar l'aire i no volia conduir per les autopistes per arribar a l'estudi. Tampoc volia abraçar els valors que han estat tan arrelats per aquesta ciutat. Ets glamurós? ets ric? Ets important? Tens bona reputació? Jo no sóc així i mai vaig ser realment jo". El 1997, Ronstadt va vendre la seva casa a San Francisco i es va traslladar a la seva ciutat natal de Tucson, Arizona, per tal de criar els seus dos fills. Durant els darrers anys, Ronstadt es va tornar a San Francisco mentre continuava mantenint la seva casa a Tucson.
El 2009 la Martin Guitar Company va fer una guitarra acústica "Linda Ronstadt Limited Edition" del model 00-42, en el seu honor. Ronstadt va nomenar el Land Instirute (una organització sense ànim de lucre, que promou l'educació i les polítiques dedicades a l'agricultura sostenible amb seu a Salina, Kansas), com a destinatari de tots els ingressos provinents de la seva guitarra.
El 2013, Simon & Schuster va publicar la seva autobiografia,"Simple Dreams: A Musical Memoir", així com la versió espanyola, "Sueños Sencillos - Memorias Musicales".
L'agost de 2013, Ronstadt va revelar que patia la malaltia de Parkinson, fet que l'impedia cantar a causa d'una pèrdua de control muscular, cosa comuna als pacients de Parkinson. Va ser diagnosticada vuit mesos abans de l'anunci, i inicialment havia atribuït els símptomes que havia estat experimentant als efectes posteriors d'una cirurgia de l'espatlla i a la picadura d'una paparra. A finals del 2019, es va informar que en una posterior revisió dels seu diagnostic els seus metges creuen que té una paràlisi supranuclear progressiva, una malaltia degenerativa que sovint es confon amb el Parkinson per la similitud dels símptomes.
En la seva participació al The Tavis Smiley Show Ronstadt es va descriure a si mateixa com "atea espiritual".

## Guardons

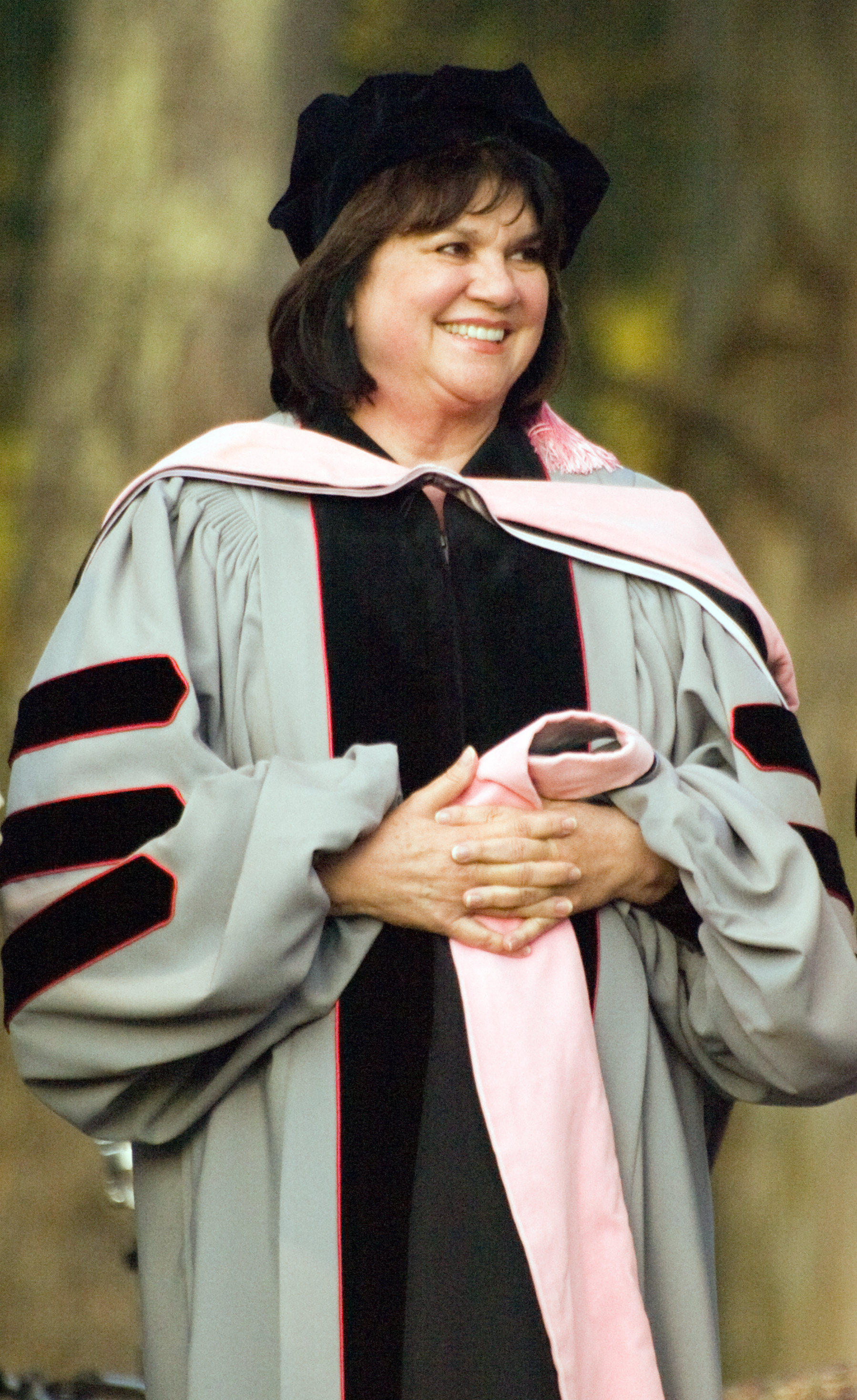
Linda Ronstadt amb la túnica del doctorat honoris causa del Berklee College of Music al Festival Hardly Strictly Bluegrass de San Francisco el 2009

### Grammy
- 1975 – Best Country Vocal Performance, Female, "I Can't Help It (If I'm Still In Love With You)" per Heart Like a Wheel
- 1976 – Best Pop Vocal Performance, Female, Hasten Down the Wind
- 1987 – Best Country Performance by a Duo or Group with Vocal, Trio (with Dolly Parton and Emmylou Harris)
- 1988 – Best Mexican-American Performance, Canciones de Mi Padre
- 1989 – Best Pop Vocal Performance by a Duo or Group with Vocal, "Don't Know Much" per Cry Like a Rainstorm, Howl Like the Wind with Aaron Neville
- 1990 – Best Pop Vocal Performance by a Duo or Group with Vocal, "All My Life" from Cry Like a Rainstorm, Howl Like the Wind with Aaron Neville
- 1992 – Best Tropical Latin Album, Frenesi
- 1992 – Best Mexican-American Album, Mas Canciones
- 1996 – Best Musical Album for Children, Dedicated to the One I Love
- 1999 – Best Country Collaboration with Vocals, "After the Gold Rush" per Trio II amb Dolly Parton i Emmylou Harris
- 2011 – Lifetime Achievement Award (Latin Grammy)
- 2016 – Lifetime Achievement Award

- Al 1981 l'album In Harmony: A Sesame Street Record va guanyar el Grammy for Best Album for Children. Ronstadt va ser una de les diverses artistes que va participar. The Grammys van ser lliurats als productors David Levine and Lucy Simon.

### Nominacions als Grammy
- 1970 – Best Contemporary Vocal Performance, Female, "Long, Long Time" per Silk Purse
- 1975 – Album of the Year, Heart Like a Wheel
- 1975 – Best Pop Vocal Performance, Female, per l'album Heart Like a Wheel
- 1977 – Record of the Year, "Blue Bayou" per Simple Dreams
- 1977 – Best Pop Vocal Performance, Female, "Blue Bayou" per Simple Dreams
- 1980 – Best Rock Vocal Performance, Female, "How Do I Make You" per Mad Love
- 1982 – Best Pop Vocal Performance, Female, per l'album Get Closer
- 1982 – Best Rock Vocal Performance, Female, "Get Closer" per l'album Get Closer
- 1983 – Best Pop Vocal Performance, Female, per l'album What's New
- 1985 – Best Pop Vocal Performance, Female, per l'album Lush Life
- 1987 – Album of the Year, Trio with Dolly Parton and Emmylou Harris
- 1987 – Best Pop Vocal Performance by a Duo or Group with Vocal, "Somewhere Out There" per la banda sonosra de An American Tail with James Ingram
- 1989 – Best Pop Vocal Performance, Female, per l'album Cry Like a Rainstorm, Howl Like the Wind with Aaron Neville
- 1999 – Best Country Album, Trio II with Dolly Parton and Emmylou Harris
- 1999 – Best Contemporary Folk Album, Western Wall: The Tucson Sessions with Emmylou Harris
- 2002 – Best Traditional Folk Album, Evangeline Made: A Tribute to Cajun Music, multiple artist compilation, with vocalist Ann Savoy
- 2006 – Best Traditional Folk Album, Adieu False Heart with Ann Savoy

### Latin Grammy Award
- 2011 – Latin Recording Academy Lifetime Achievement Award

### Arizona Music and Entertainment Hall of Fame inductee
- 2007 – Pel seu impacte, evolució i desenvolupament de la cultura de l'entreteniment a l'estat d'Arizona

### Academy of Country Music Award
- 1974 – Best New Female Artist
- 1987 – Album of the Year/ Trio, Dolly Parton, Linda Ronstadt and Emmylou Harris

### Country Music Association Award
- 1988 – Vocal Event of the Year / Trio, Dolly Parton, Linda Ronstadt and Emmylou Harris

### Primetime Emmy Award
- 1989 – Outstanding Individual Performance in a Variety or Music Program, Linda Ronstadt, Great Performances: Canciones de Mi Padre

### American Latino Media Arts Award
- 2008 – Trailblazer Award per la seva contribució a la música americana.

### Tony Award nomination
- 1981 – Tony Award for Best Performance by a Leading Actress in a Musical, Linda Ronstadt per The Pirates of Penzance com a "Mabel"

### Golden Globe Award nomination
- 1983 – Best Performance by a Leading Actress in a Musical or Comedy, Linda Ronstadt per The Pirates of Penzance

### Lo Nuestro Awards nominations
- 1989 – Regional Mexican Female Artist, Regional Mexican Album (Canciones de Mi Padre), and Crossover Artist
- 1992 – Regional Mexican Female Artist
- 1993 – Tropical Female Artist, Regional Mexican Female Artist, and Tropical Song ("Perfidia")

## Discografia

### Albums d'estudi
- Hand Sown ... Home Grown (1969)
- Silk Purse (1970)
- Linda Ronstadt (1972)
- Don't Cry Now (1973)
- Heart like Wind (1974)
- Prisoner in Disguise (1975)
- Hasten Down the Wind (1976)
- Simple Dreams (1977)
- Living in the USA (1978)
- Mad Love (1980)
- Get Closer (1982)
- What's New (1983)
- Lush Life (1984)
- For Sentimental Reasons (1986)
- Canciones de Mi Padre (1987)
- Cry Like a Rainstorm, Howl Like the Wind (1989)
- Mas Canciones (1991)
- Frenesí (1992)
- Winter Light (1993)
- Feels Like Home (1995)
- Dedicated to the One I Love (1996)
- We Ran (1998)
- A Merry Little Christmas (2000)
- Hummin' to Myself (2004)

### Albums en directe
- Live in Hollywood (2019)

### Duets i trios
- Trio (1987) (Emmylou Harris, Dolly Parton, i Linda Ronstadt)
- Trio II (1999) (Emmylou Harris, Dolly Parton, i Linda Ronstadt)
- Western Wall: The Tucson Sessions (1999) (amb Emmylou Harris)
- Adieu False Heart (2006) (amb Ann Savoy)
- The Complete Trio Collection (2016) (Emmylou Harris, Dolly Parton, i Linda Ronstadt)

### Albums recopilatoris
- Different Drum (1974) – la Primera recopilació va ser gravada per capitol records
- Greatest Hits (1976)
- A Retrospective (1977)
- Greatest Hits, Volume 2 (1980)
- 'Round Midnight (1986) – 2-CD set
- The Linda Ronstadt Box Set (1999) – 4-CD set
- The Very Best of Linda Ronstadt (2002) – Billboard No. 19 Country Album
- The Best of Linda Ronstadt: The Capitol Years (2006) – 2-CD set
- Standards with Nelson Riddle Orchestra (2008)
- The Collection (2011) – British 2-CD set
- Duets (2014)
- Just One Look: Classic Linda Ronstadt (2015)